# 施莉达·詹森
施莉达·詹森（1981年10月27日—），婚后冠夫姓纳荣德（羅馬化：Narongdech），昵称Rita，出生于印度尼西亚雅加达的她是泰国华侨和丹麦混血儿，活跃于泰国演艺圈的女模特、演员。代表作有《咒信999》、《七里香》、《璀璨恋痕》、《月光女神》、《勿忘我》、《萦孽》、《情之火焰》等。为泰国第3电视台旗下女艺人。